# کمیته آمریکایی آزادی‌بخش مردم روسیه
کمیتهٔ آمریکایی آزادی‌بخش مردم روسیه (به انگلیسی: American Committee for the Liberation of the Peoples of Russia)، سازمانی ضدکمونیستی بود که در اواخر دههٔ ۱۹۴۰ در ایالات متحده آمریکا به قصد «آزادسازی» روسیه از دست حکومت استالینی تأسیس شد. این کمیته با الگوبرداری از «رادیو اروپای آزاد» که توسط «کمیتهٔ ملی برای اروپای آزاد» راه اندازی شده بود، در ۱۹۵۳ رادیویی آنتی کمونیستی به نام «رادیو آزادی‌بخش» راه اندازی کرد که بعدها به نام «رادیو آزادی» معروف شد. این رادیو در هسه، آلمان مستقر بود و برنامه‌های پروپاگاندا به زبان روسی و برای مردم روسیه پخش می‌کرد. کنگرهٔ آمریکا مخارج این رادیو را تأمین می‌کرد. مقامات شوروی تلاش می‌کردند که روی موج‌های این رادیو، پارازیت بیندازند. در ۱۹۷۳ «رادیو آزادی» با «رادیو اروپای آزاد»، که در مونیخ مستقر بود، ادغام شد. در ۱۹۹۵ مرکزیت این رادیوها که حالا ادغام شده بودند به پراگ، جمهوری چک منتقل شد.